# Uhlisko (Niżne Tatry)
Uhlisko (1229 m) – szczyt w północnej części Niżnych Tatr na Słowacji. Znajduje się w zakończeniu północno-zachodniego grzbietu masywu Bôr. Grzbiet ten oddziela Krížską dolinę (Krížska dolina) od dolinki Mošnica. Północne stoki Uhliska opadają do Kotliny Liptowskiej w miejscowości Lazisko, stoki południowo-zachodnie do dolinki bezimiennego potoku zasilającego Palúdžankę w Krížskiej dolinie. U wylotu tego potoku znajduje się leśniczówka Kováčová.
Uhlisko jest porośnięte lasem i nie prowadzi przez niego żaden szlak turystyczny. Stoki wschodnie, opadające do dolinki Mošnica znajdują się w obrębie Parku Narodowego Niżne Tatry, stoki zachodnie (w Krížskiej dolinie) są poza terenem tego parku. Granica parku narodowego prowadzi na tym odcinku północno-zachodnim grzbietem Bôru przez szczyt Jaloviarki i Uhliska.